# Bad Grönenbach
Bad Grönenbach település Németországban, azon belül Bajorországban. Lakosainak száma 5853 fő (2023. december 31.).

## Népesség
A település népessége az elmúlt években az alábbi módon változott:
| Lakosok száma | 1712 | 3340 | 4172 | 4399 | 5293 | 5417 | 5548 | 5600 | 5725 | 5853 |
|               | 1875 | 1950 | 1975 | 1987 | 2012 | 2014 | 2016 | 2017 | 2021 | 2023 |

## Fekvése
Memmingentől 13 km-rel délre fekvő település.

## Története

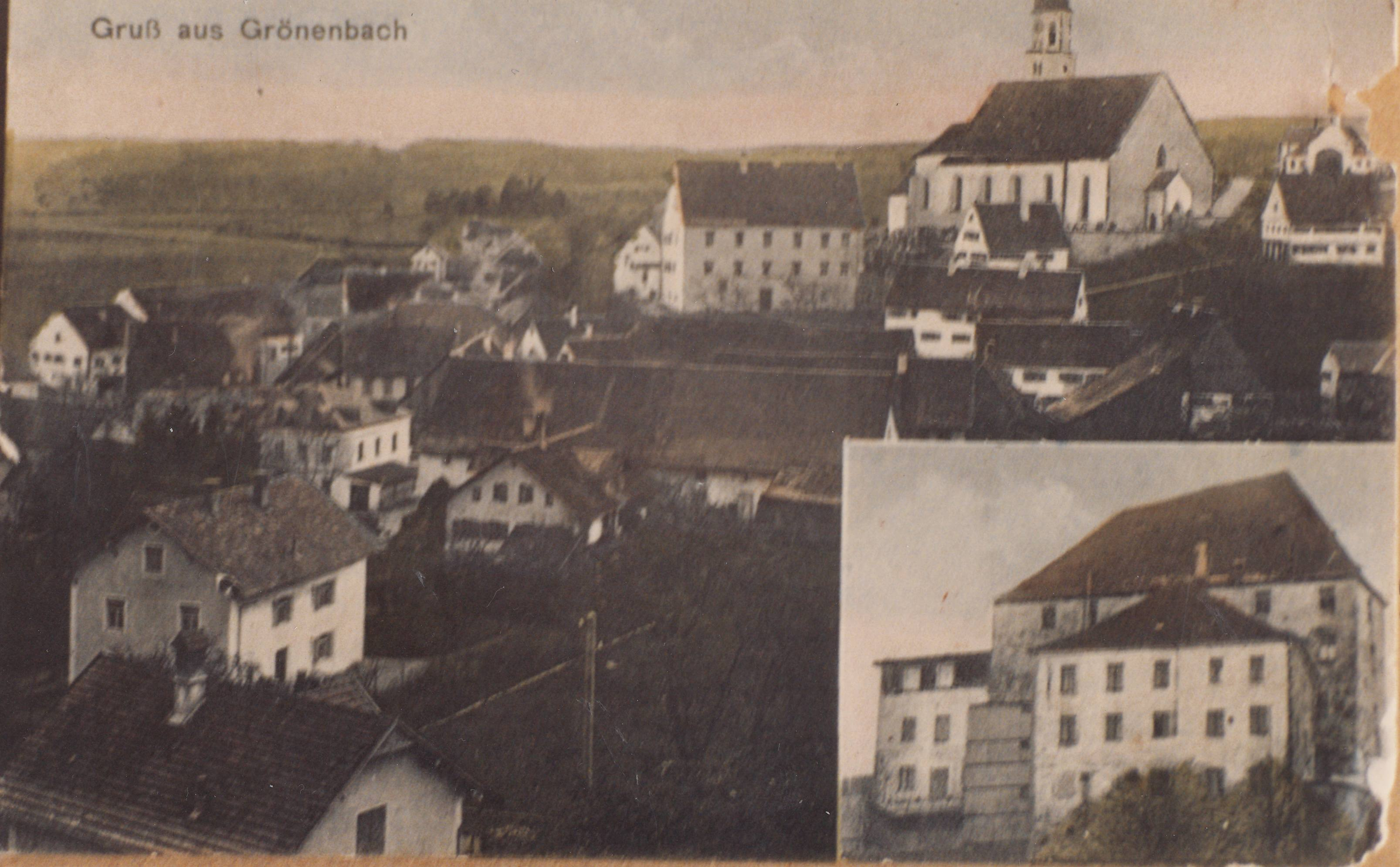
Grönenbach látképe egy régi képeslapon

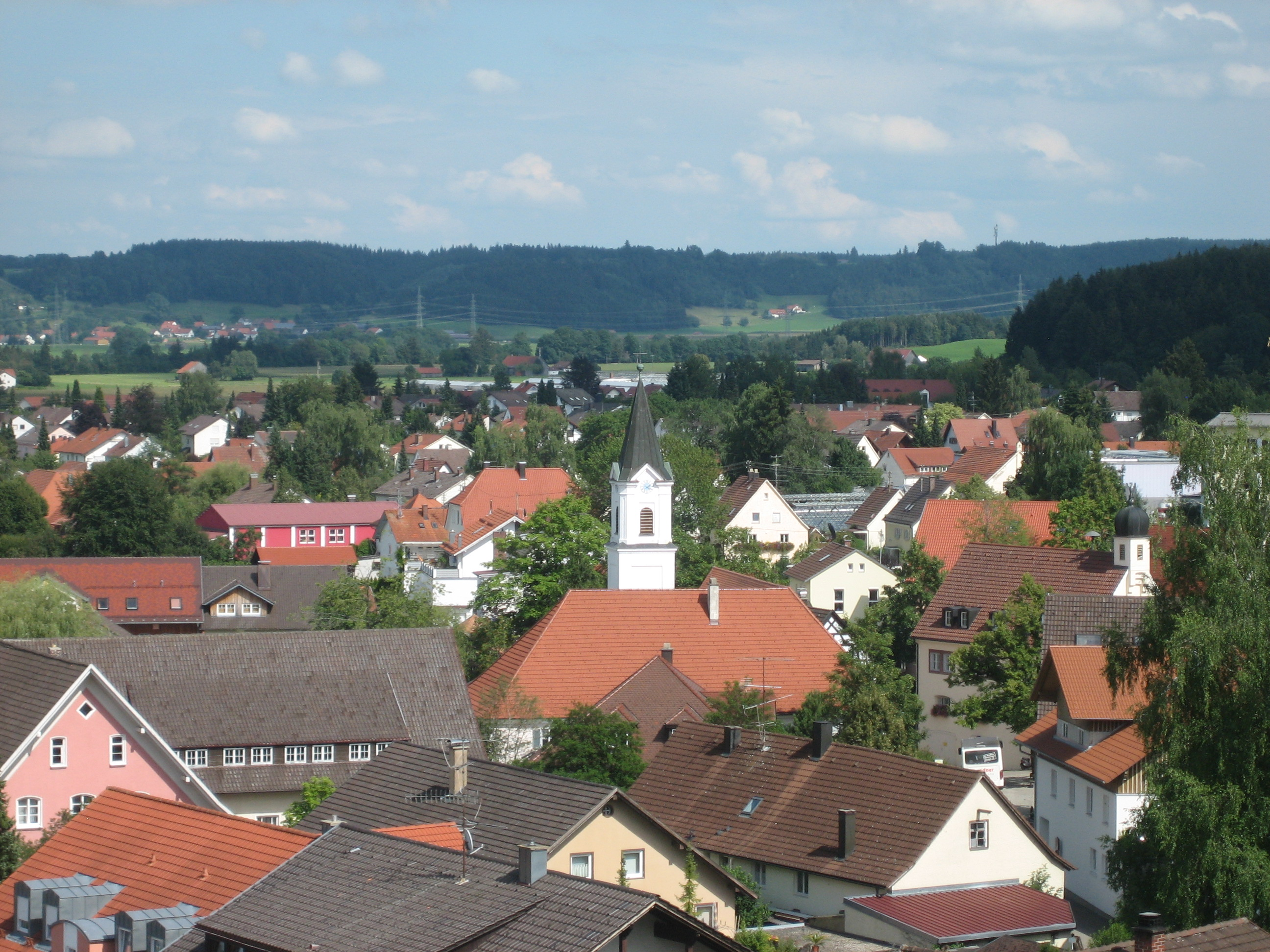
Bad Grönenbach látképe

Grönenbach nevét 1099-ben említették először az oklevelek. A település 1996-tól Kneipp fürdőhely. Grönenbach határában áll a 16. századi várkastély, melynek tulajdonosai a magyar történelemből is ismert bankárcsalád, a Fuggerek voltak. A város gótikus csarnoktemplomában (Kirche St. Philipp und Jakob) a vidék urának, Ludwig von Rotenstein lovagnak 1479-ből fennmaradt sírköve, valamint érdekes még a jobb oldali mellékoltáron a 14 őrangyal 1700 körül készült szoborcsoportja is.

## Galéria

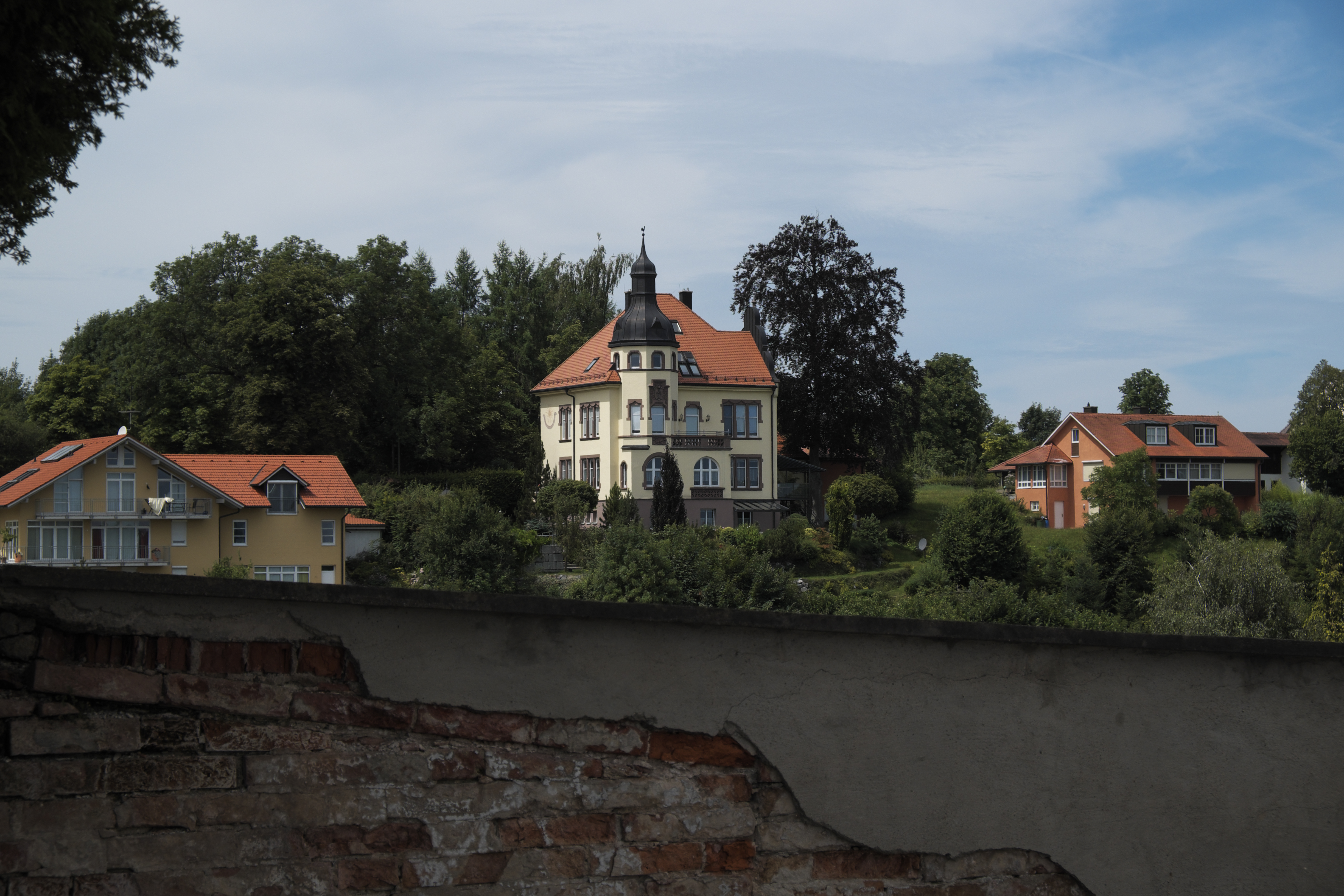
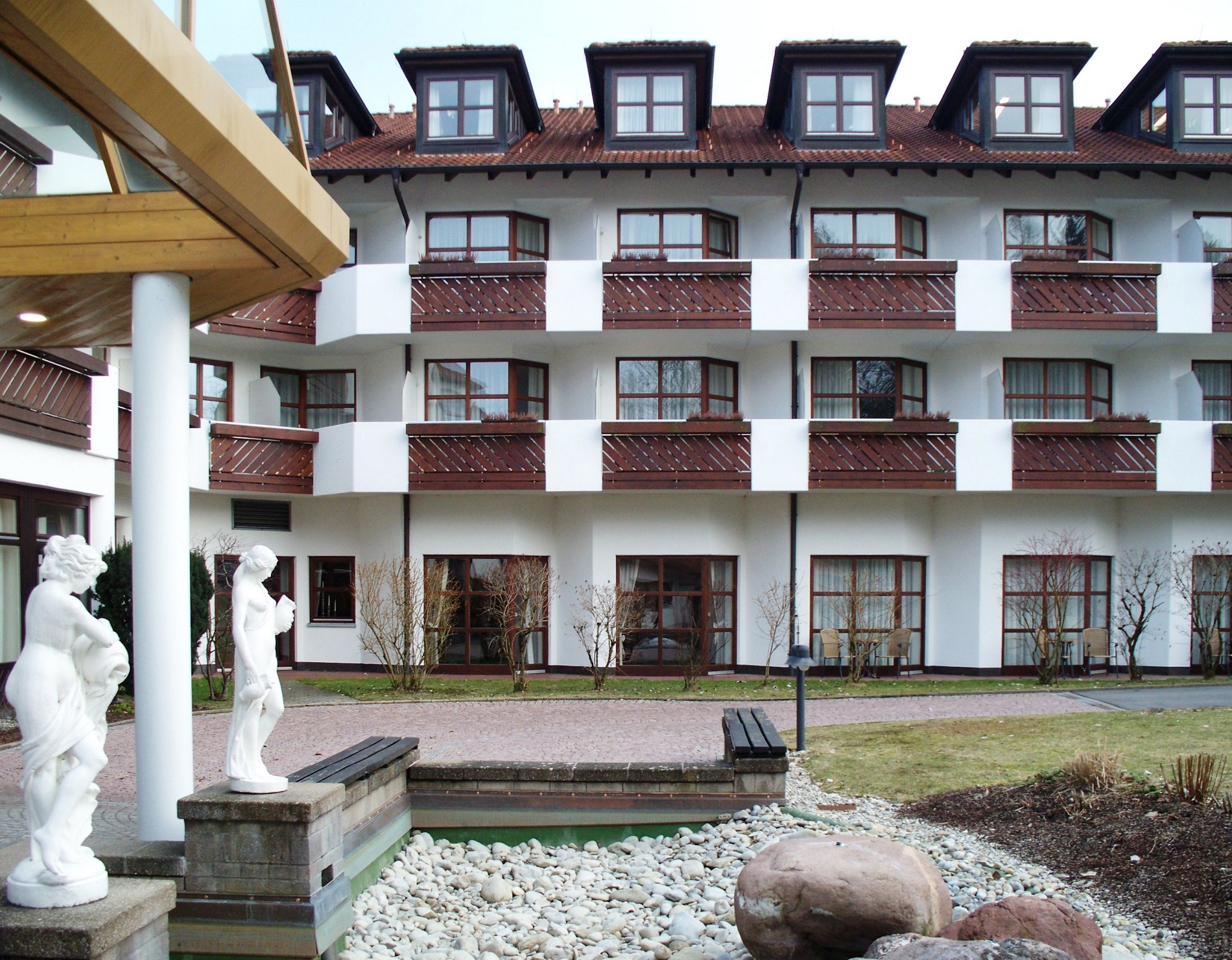
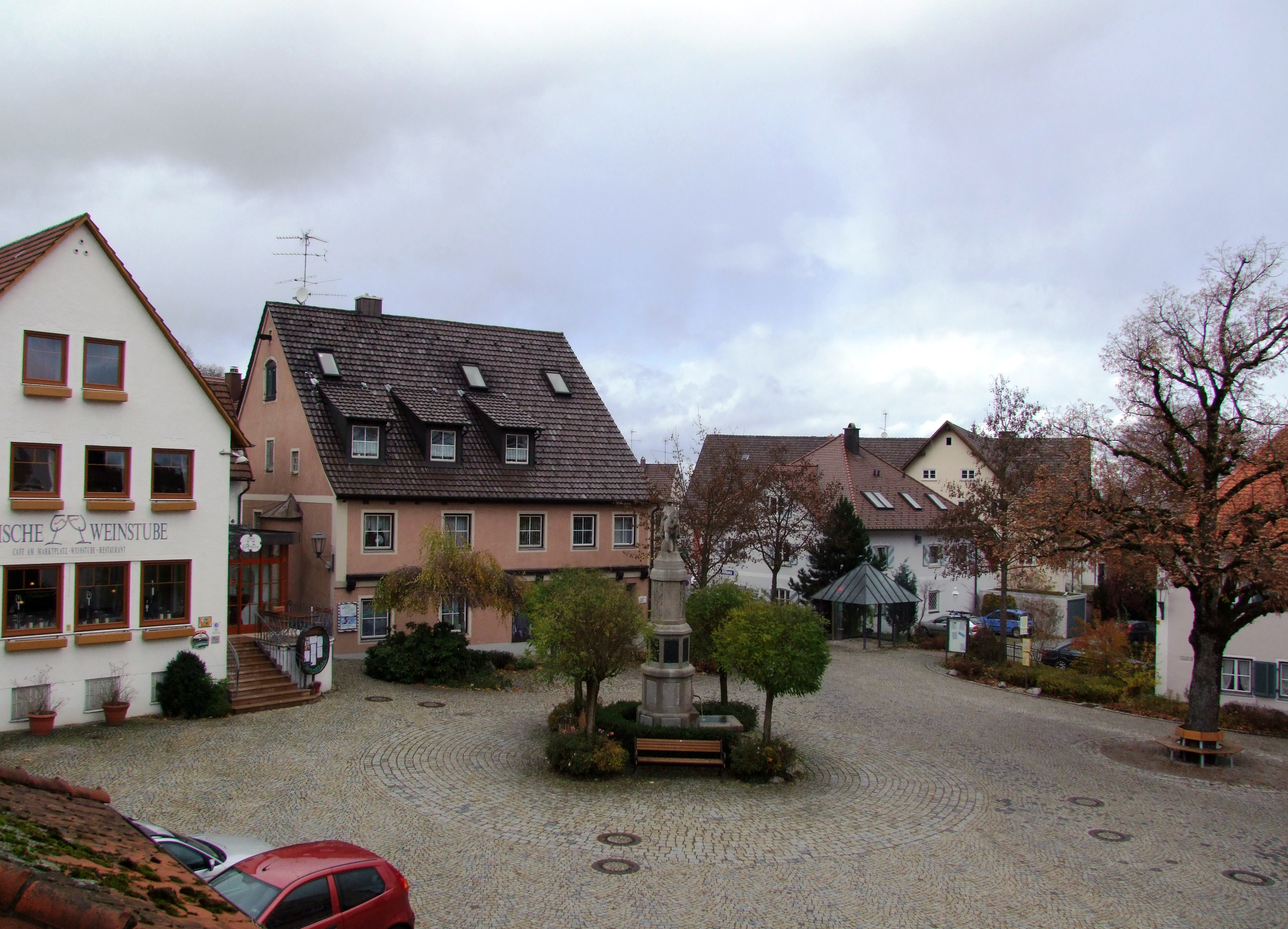
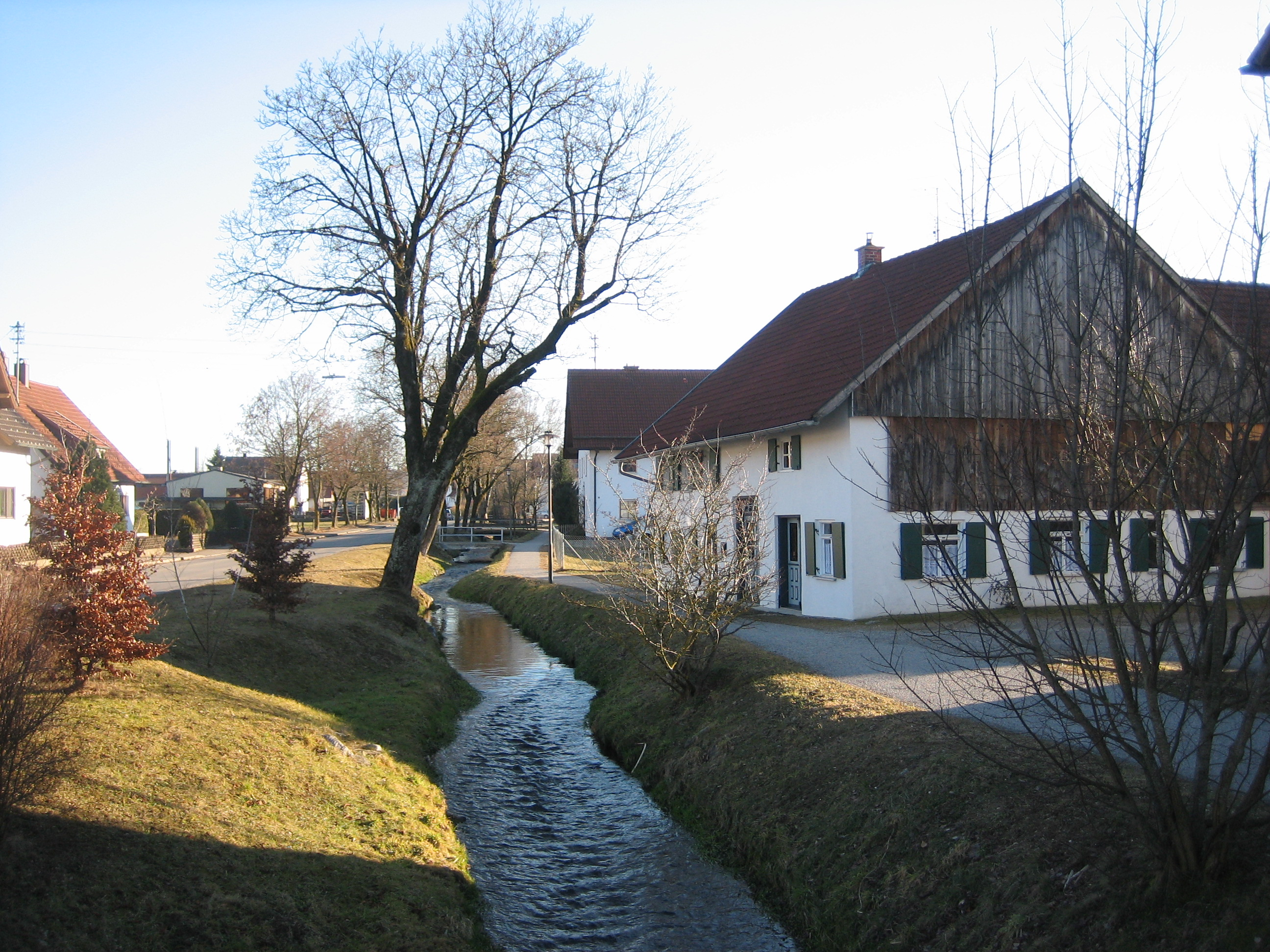
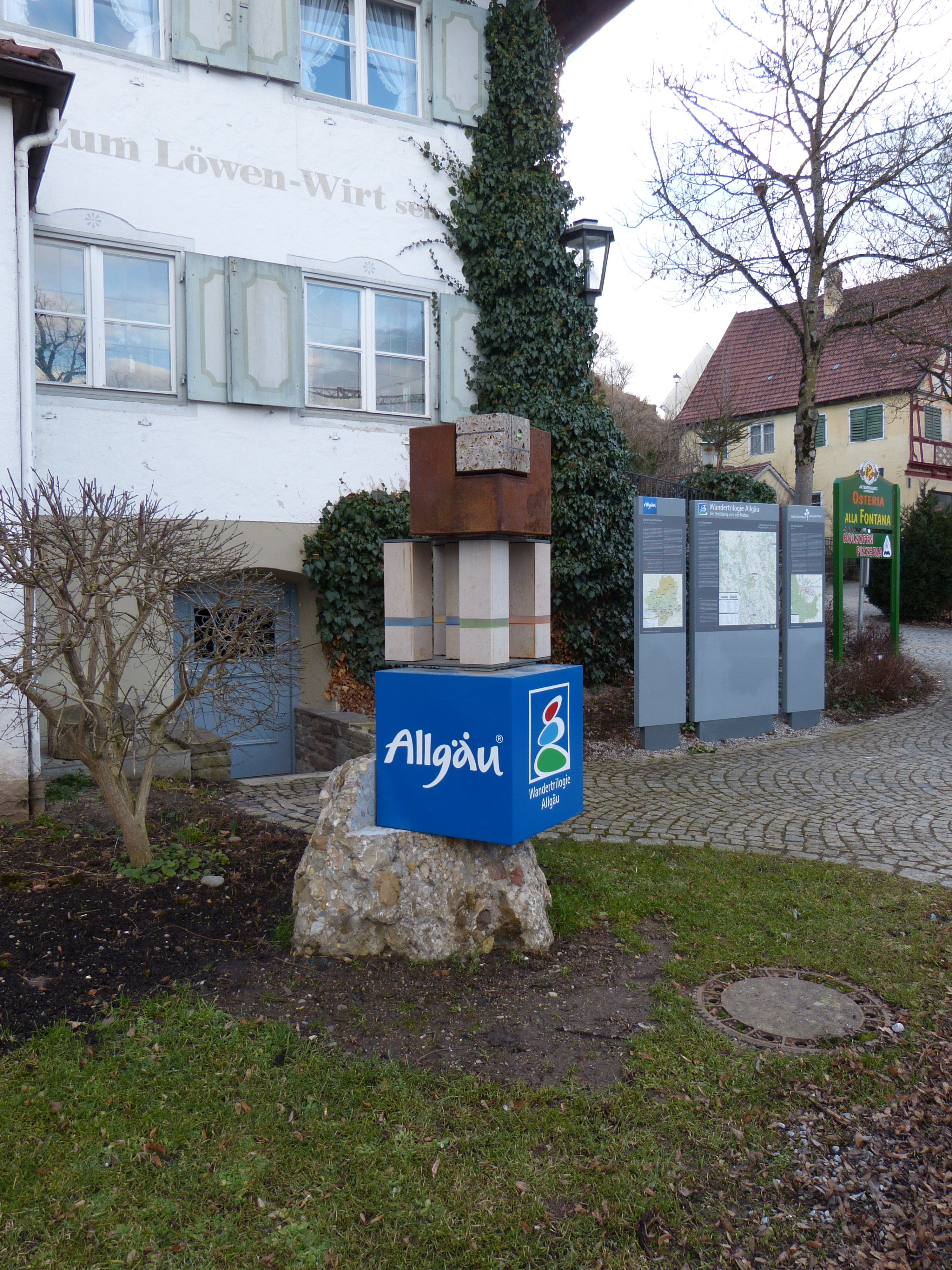
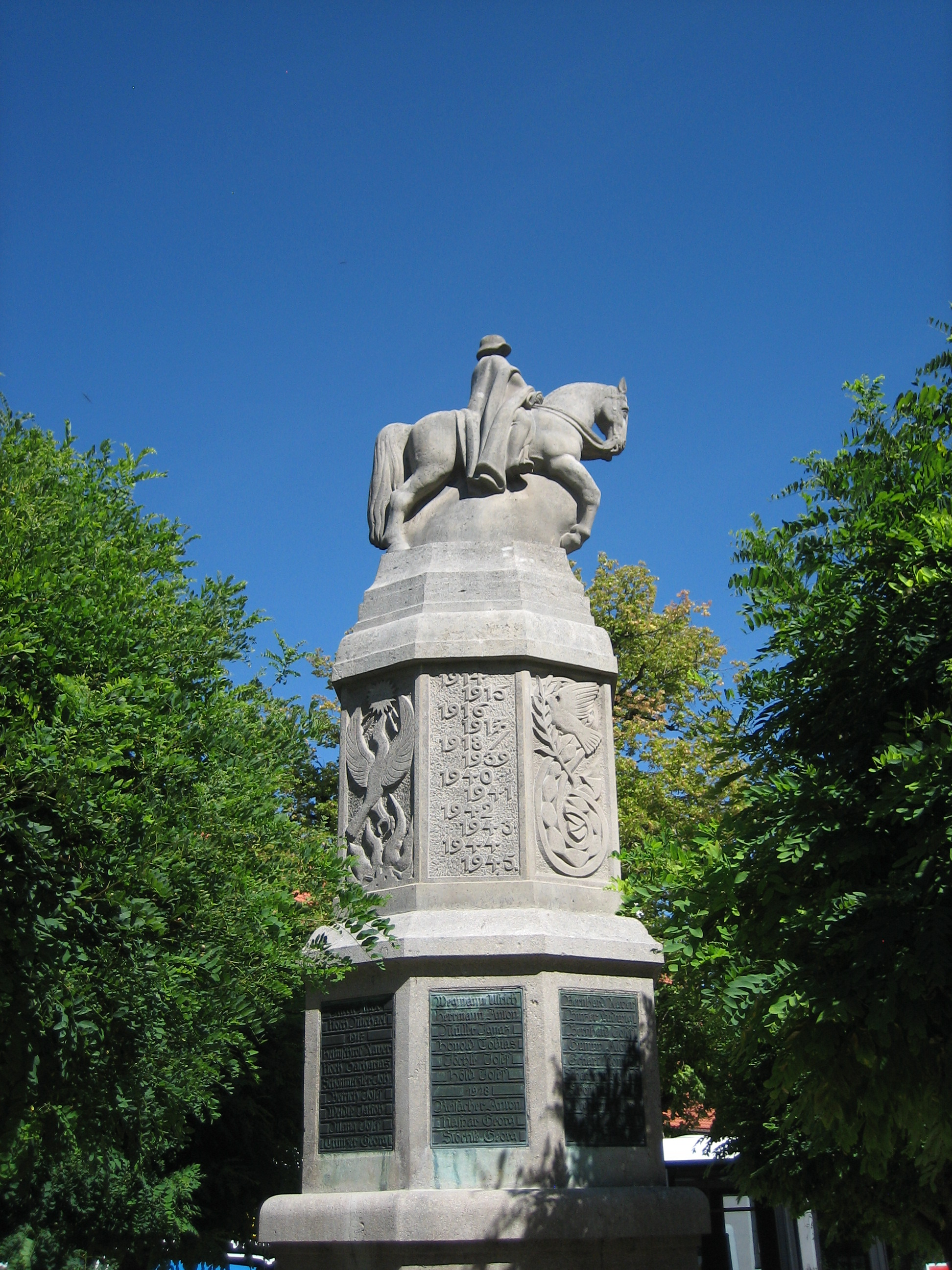
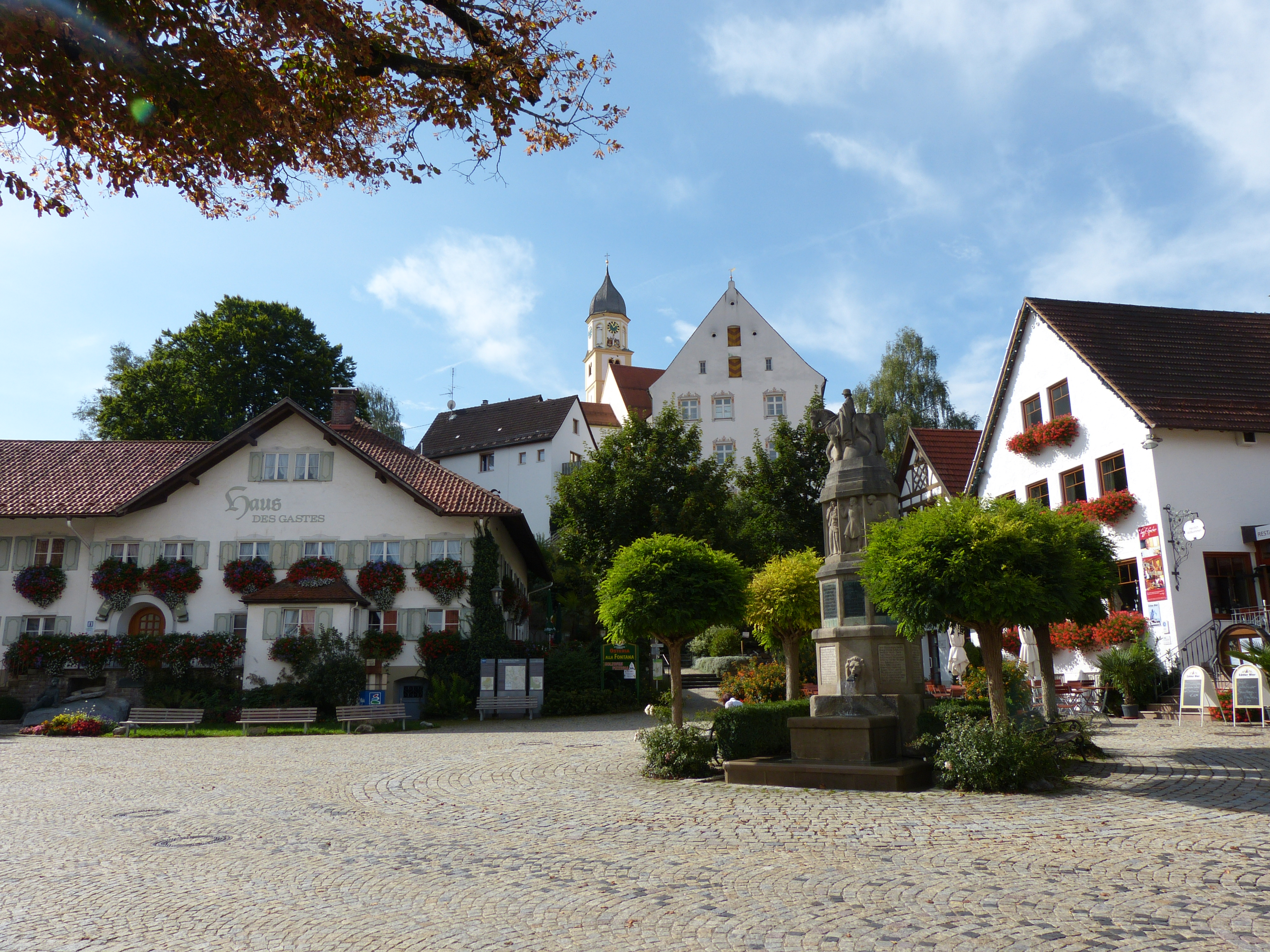
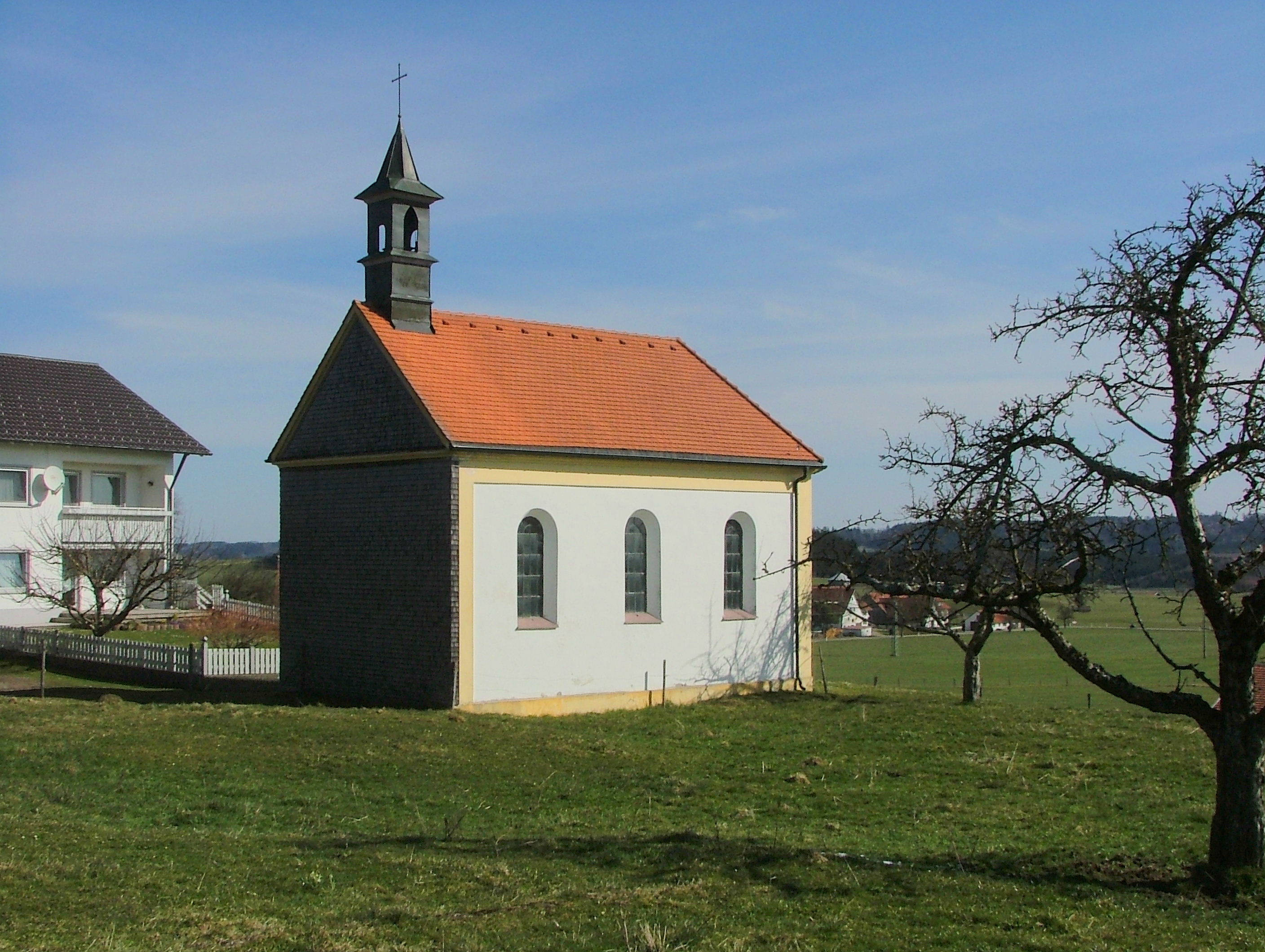
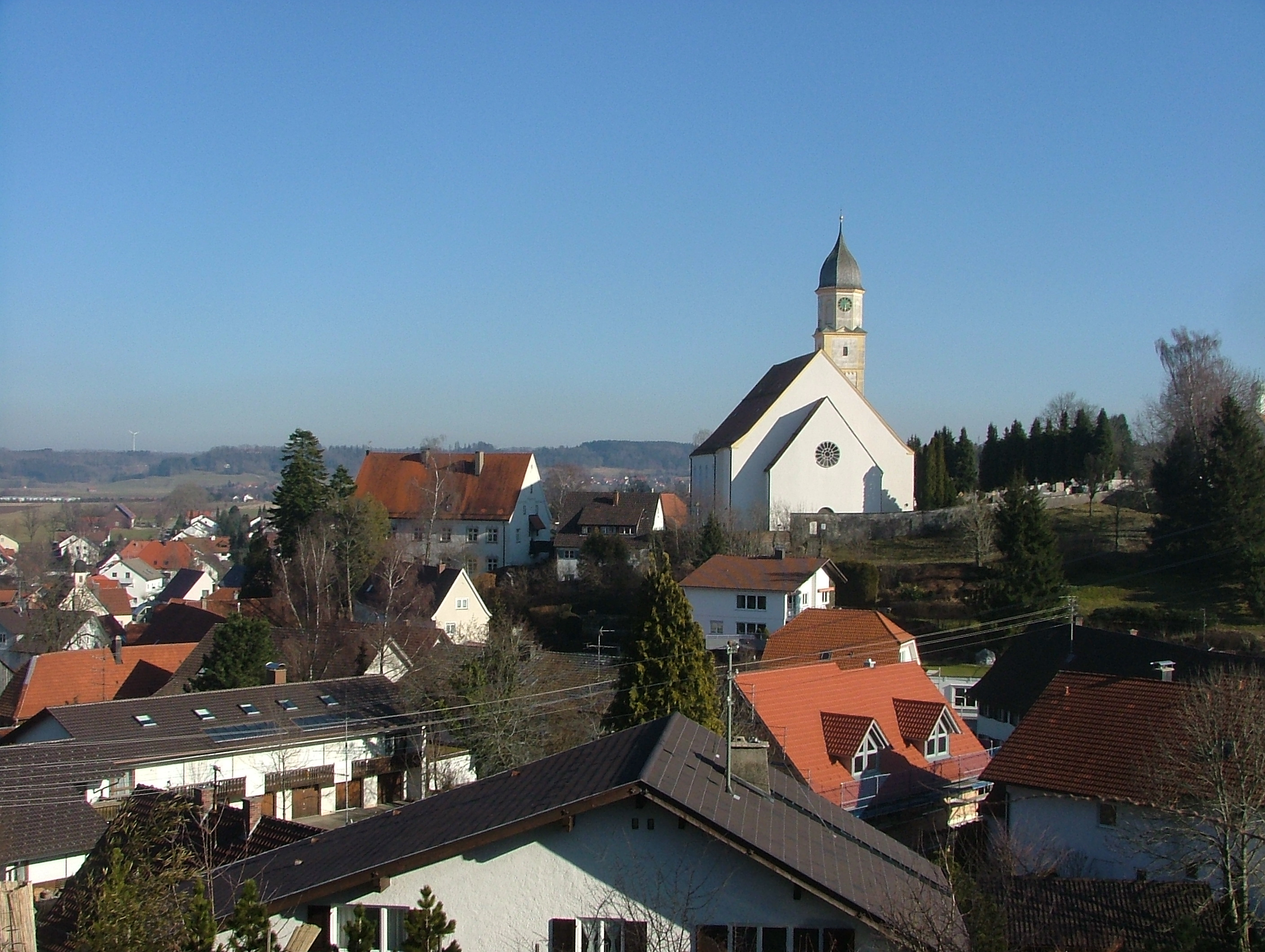